# San José de Barlovento (Venezuela)
Pour les articles homonymes, voir San José.
San José de Barlovento est la capitale de la paroisse civile de San José de Barlovento et le chef-lieu de la municipalité d'Andrés Bello dans l'État de Miranda au Venezuela.

## Personnalités liées
Le vice-président Elías Jaua est né à San José de Barlovento en 1969.